# Alma Maximiliana Karlin
Alma Maksimiljana Karlin (12 de octubre de 1889, Celje, Eslovenia; 15 de enero de 1950, Pečovnik, República Socialista de Eslovenia), también Alma Maximiliana Karlin o Alma Karlin, fue una escritora de ficción y no ficción, profesora de idiomas políglota, coleccionista, teósofa y periodista autodidacta austrohúngara-eslovena, y durante la Segunda Guerra Mundial fue la escritora de viajes más leída en alemán. Antes de convertirse en escritora y durante el periodo posterior a la Primera Guerra Mundial, realizó numerosos viajes, sobre los que más tarde escribió en sus libros.

## Biografía

### Nacimiento y niñez
Alma Maximiliana Karlin nació el 12 de octubre de 1889 en una familia burguesa bastante bien situada de Celje, en Eslovenia. Nació con parálisis y piernas asimétricas y además con problemas en su ojo izquierdo. Los médicos le diagnosticaron parálisis y retraso mental. 
Cuando Alma nació, su padre, Jakob Karlin, ya tenía sesenta años y era un hombre jubilado de Turnovec, en el municipio de Rogaška Slatina. Su madre era Vilibalda Miheljak, hija de Martin Miheljak, primer notario esloveno de Celje. Tenía cuarenta y cinco años y era profesora. En aquel entonces era normal que las familias de empleados estatales hablaran en alemán y no en esloveno, aunque esta era la lengua materna de ambos padres. Alma nunca habló ni escribió bien en esloveno. 
En su niñez tenía dificultades al caminar, por lo que pasaba la mayoría de su tiempo en casa. Cuando Alma tenía ocho años su padre murió de tuberculosis. Fue él mismo el que la había animado a viajar por las Américas. Un año después viajó con sus tías (que ayudaban a su madre después de la pérdida del padre) por Dalmacia, Herzegovina, Italia, Tirol y Baviera. Durante ese visitó muchos museos y galerías y también escribió sus primeros poemas y cuentos cortos.
A la edad de trece años fue sometida a varias operaciones ortopédicas. Trataba de superar el dolor estudiando lenguas extranjeras: en 1907 aprobó exámenes de alemán, inglés y francés en la escuela secundaria de Graz.

### Estudios
En 1913 continuó sus estudios de lenguas (inglés, sueco, noruego, danés, italiano, español, francés y ruso) en Society of Arts de Londres. Informalmente estudió también sánscrito y chino, jeroglíficos egipcios y hebreo. Decidió aprovechar bien cada instante de su vida: los lunes estudiaba noruego y sánscrito en Fellows Road; los martes, francés; los miércoles, inglés y latín; los jueves, danés; los viernes, primero italiano y después sueco; los sábados visitaba sus amigos en Hayes y los domingos, por la mañana estudiaba español y por la tarde, ruso. Cada mañana aprendía de memoria un poema en todas estas lenguas.
Trabajaba en la oficina de traductores en Regent Street y enseñando lenguas a los asiáticos, que la introdujeron en la teosofía y las filosofías orientales y le ayudaban a aprender sánscrito y chino. En aquella época tuvo también su primer contacto con el persa y el árabe. Pronto se convirtió en miembro de la Asociación Teosófica de Londres. Durante sus estudios pasó seis meses en París, donde escuchaba ponencias en College de France y en la Sorbona y estudió quiromancia.
Tenía una vida dura, pasaba hambre y trataba de huir de ello imaginando varios modos de suicidarse. Hsi Sing Jung Lung, hijo de un chino mandarín, a quien conoció durante una de sus clases, le propuso matrimonio. Ella aceptó y llevó su prometido a casa para presentarlo a su madre, que no aceptó la elección de su hija. Alma rompió su relación y regresó tras pasar por Dinamarca y Suecia a Londres. Sus crisis emocionales y corporales las sanaba mediante el trabajo. 
En mayo de 1914 aprobó exámenes en ocho lenguas extranjeras en Society of Arts en Londres. Su éxito provocó mucho asombro, ya que en el examen de inglés ocupó el primer puesto de los 900 estudiantes que se presentaron sin ser una hablante nativa. Informó a su madre de su logro; sin embargo ésta habría preferido que su hija se hubiera casado con algún señor entrado en años y con título.
Al empezar la Primera Guerra Mundial, los ciudadanos de Austria-Hungría ya no eran bienvenidos en Gran Bretaña, por eso Alma viajó a Noruega. Primero vivió en el Norte entre los sami y en invierno se mudó a Estocolmo, donde tomó la decisión de viajar por el mundo y convertirse en escritora profesional. En esta decisión influyó la obra de Garcilaso de la Vega "Comentarios reales" que leyó en aquellos días.

### La vuelta al mundo
Al cabo de la guerra, regresó a casa, estableció una escuela de idiomas y empezó prepararse para el viaje. Para estar bien preparada, estudiaba pintura, geografía, historia, ciencias naturales, botánica, zoología y empezó hacer un diccionario propio de 10 idiomas.
El entusiasmo por los estudios de ciencia, arte y viajes le venía de familia. Por parte de su padre, sus raíces familiares incluyen al economista y anticuario Giovanni Rinaldo, y el conte Carli. Una de las ramas de la familia Carli se mudó a Francia y se mezcló con la aristocracia francesa. Durante la revolución francesa casi todos los miembros de su familia fueron decapitados. El único superviviente Carli se fugó al Este, paró en Rogaška Slatina y cambió su apellido en Karlin, para que sonara esloveno.
Alma planeó que su viaje le durará dos, máximo tres años, pero en realidad viajó ocho años.
El período de posguerra no era especialmente amable para los viajeros como Alma. El mundo odiaba a los germanoparlantes, era difícil encontrar trabajo y permiso para pasar la frontera. Lo único que ayudó a Alma conseguir los visados para el extranjero era la nacionalidad yugoslava. Primero quiso visitar la India, pero las autoridades inglesas no le permitieron.
Así con un poco de dinero, la máquina de escribir Erika y su diccionario de 10 lenguas empezó el viaje el 24 de noviembre de 1919 en la estación de ferrocarril de Celje. Su destinación era Trieste. Allí tuvo que esperar 5 días para obtener algún visado y embarcarse en un transbordador. Aquellos días el dinero se le escapaba de los manos como arena. El único visado obtenido fue para Japón y pensaba irse allá pero cambió de idea y se fue tras Génova a América del Sur.
Viajó 2 meses con poca comida y en ambiente sucio para al fin llegar el 5 de abril a Mollendo en Perú. Por ser una mujer blanca y sola, estaba en constante peligro. Conoció la magia y los supersticiones de los incas y sobrevivió muchas cosas desagradables. Por ejemplo, en Arequipa la acusaron de ser un espía chilena o boliviana, quisieron desnudarla, inspeccionarla públicamente. Varias veces se escapó de violadores. Por esto dormía vestida y con un puñal envenenado debajo de la almohada, preparada a fugarse en cada instante. 
Así huyó de Perú a Panamá, donde conoció los brujos vudú y se empleó en la administración del canal de Panamá como primera traductora judicial femenina. 
El año siguiente continuó el viaje por la costa de América central, con pausas cortas en Nicaragua y Ecuador. Llegó a los Estados Unidos, y visitó Los Ángeles y San Francisco y siguió su camino a Hawái, su primera pausa más larga. Durante su estancia traducía para el museo de Honolulu y así ganó dinero para seguir viajando.
Un año después salió para Japón en donde consiguió trabajo en la embajada alemana de Tokio.
Pero no resistió allí una larga temporada y se marchó a Corea y Taiwán, dónde conoció los Tayales - cazadores de gente que la impresionaron. En Hong Kong compró un billete para Australia y en el camino hizo pequeños desvíos del camino principal a Manila, Borneo, Islas de Perlas, Célebes e Islas del jueves. En Australia visitó Sídney y Adelaida.
La parada siguiente fue Nueva Zelanda y posteriormente Fiyi. Allí vivió como una robinsona. Enfermó de malaria y consecuentemente se encontraba melancólica, tensa, sin voluntad. Sin embargo continuó su odisea a Nueva Caledonia, Nuevas Hébridas, Islas Salomón, Islas Carolinas, Islas Marianas, Nueva Guinea y Molucas. Al lado del lago Sentani en Nueva Guinea se encontró al borde del mundo conocido hasta aquel entonces. Nadie había puesto pie en aquellos lugares hasta su llegada. Aunque se encontró con caníbales varias veces, afortunadamente sobrevivió los encuentros.
Regresó por Indonesia, Célebes, Java y Sumatra a Singapur, tras Burma a India, que fue su última pausa de mayor duración. Vio Calcuta, Agro, Delhi, Lahore, Madrás y Karachi, donde dio una ponencia de paz y recibió por ella una condecoración especial.
De Karachi tras Adén, Puerto Sudán, Puerto Saíd, Venecia y Trieste regresó a casa a petición de su madre moribunda en enero de 1928 pobre y enferma.

### De nuevo en casa
En casa, Alma estudió detalladamente los lugares visitados, su historia, tradición general y espiritual y otras particularidades. Dibujó atentamente los lugares con su flora y fauna en varios cuadernos y ordenó un herbario de lo coleccionado en el viaje. En sus estudios mostró interés en el sistema escolar, posición social de las mujeres, y especialmente las tradiciones religiosas antiguas, magia, chamanismo, hierbas medicinales, símbolos y mitología. De esto escribía artículos para varios periódicos y revistas del mundo, pero frecuentemente no recibió remuneración y si la había, era muy baja.
Después de regresar a casa daba ponencias, redactaba su material y escribía. De su material etnológico hizo una pequeña colección en su casa. Tuvo muchas ponencias bastante célebres, a las que sus conciudadanos acudían frecuentemente y le daban gracias por ellas en los periódicos locales. Daba también conferencias en varias universidades de Europa y asociaciones de mujeres. Después de una conferencia en Viena, los estudiantes entusiasmados la llevaron a su hotel en sus brazos.
Escribía artículos de su viaje para el área alemán e inglés, diarios para mujeres, revistas histórico-etnológicas y ocultas y publicaba novelas. Desde 1921 hasta 1937 publicó 22 libros en varios editoriales en Alemania, Inglaterra, Finlandia y Suiza. Sólo en el comercio alemán había en el año 1934 diecisiete de sus libros.
En 1932 Alma visitó Estocolmo y habló de sus viajes en la radio. Después de la emisión la llamó Thea Schereiber Gammelin, pintora sueca, queriendo encontrarse con ella. De ese encuentro se formó una amistad duradera. Thea le presentó a Selma Lagerlöf, la premio Nobel de literatura, y a ésta le gustó mucho el trabajo de Alma. Thea y Alma se escribieron regularmente durante unos años, hasta que Alma pidió a Thea que fuera su secretaria personal. Así Thea, 17 años menor que Alma, se mudó a Eslovenia permanentemente.
En 1934 Alma dejó de escribir artículos y cuentos y se centró completamente en el ocultismo. Se interesaba por las naciones antiguas y teosofía. En sus obras, frutos de sus visiones, piensa sobre Atlántida y prehistoria de China, Perú y México. 
En 1937 se refugió con las amigas un periodista alemán Hans Joachim Bonsack, a quien perseguía Hitler por su supuesta intervención en uno de los atentados contra él. Alma le consiguió estancia en el estado Checo, pero por esto prohibieron sus obras en Alemania.
Tras la anexión de Yugoslavia al Tercer Reich en 1941, era Alma la que fue perseguida por la Gestapo. La arrestaron, le quitaron todas sus posesiones y la mandaron al campo de concentración de Dachau para que la mataran en el campo de concentración, pero logró escaparse y se asoció con los partisanos. De Črnomelj luego fue a Dalmacia y escribió cartas a Winston Churchill sobre los partisanos y su resistencia a los nazis. Escribió varios cuentos sobre aquel tema. También Thea se asoció con los partisanos siendo su mensajera y fue severamente herida por ello. 
Con la Segunda Guerra Mundial acabada, las autoridades no quisieron tener nada que ver con la escritora. Todos sus ahorros estaban en los bancos en el extranjero, pero Thea y Alma no pudieron salir de Yugoslavia, así que no les quedaba nada más que mudarse a una casita pequeña en Pečovnik sobre Celje, donde se mantenían con la pensión baja de Thea y vivían con escasez.
Alma Karlin murió de cáncer el 14 de enero de 1950 en Pečovnik y está sepultada en Svetina.

## Su obra
Durante su vida publicó 2 novelas, libros de viaje y cuentos. Algunos en varias ediciones y traducciones. Pero más de 40 textos largos, novelas, cuentos cortos y artículos, 400 poemas, 98 hojas de notaciones musicales y más de 500 hojas de plantas y dibujos quedaron inéditos y están conservados en manuscritos en la Biblioteca Nacional y Universitaria de Eslovenia (en Liubliana) y la Biblioteca Estatal de Berlín.
En el museo de Celje se puede encontrar su colección etnográfica, que contiene 400 postales y 800 objetos, pero el resto de su legado está disperso por varios hogares y es al menos el doble del conocido.